# Залізнична катастрофа в Одіші (2023)
2 червня 2023 року в штаті Одіша на сході Індії поблизу міста Баласоре сталося зіткнення поїздів. У ньому брали участь три потяги: пасажирські 12841 Coromandel Express і 12864 SMVT Bengaluru–Howrah SF Express, а також вантажний потяг. Станом на 3 червня 2023 року в результаті інциденту загинули щонайменше 288 людей і близько 900 отримали поранення, багато з них перебувають у важкому стані.

## Реакція
Прем'єр-міністр Індії Нарендра Моді висловив своє співчуття у зв'язку з інцидентом і висловив свої думки скорботним сім'ям. Міністр внутрішніх справ Союзу Аміт Шах назвав інцидент «глибоко тривожним».
Головний міністр штату Одіша Навін Патнаїк і головний міністр Західної Бенгалії Мамата Банерджі висловили свою глибоку стурбованість катастрофою. Лідери сусідніх з Індією країн і всього світу висловили співчуття у зв'язку з людськими жертвами, а також висловили підтримку Індії.
Багато опозиційних партій, зокрема Індійський національний конгрес, Конгрес Трінамул, Комуністична партія Індії (марксистська) та Комуністична партія Індії, вимагали відставки Вайшнавів.
4 червня 2023 року міністр залізниці Ашвіні Вайшнав заявила, що залізнична рада рекомендувала КБР провести розслідування катастрофи поїзда в Одіші.